# Bredemeyers Hof

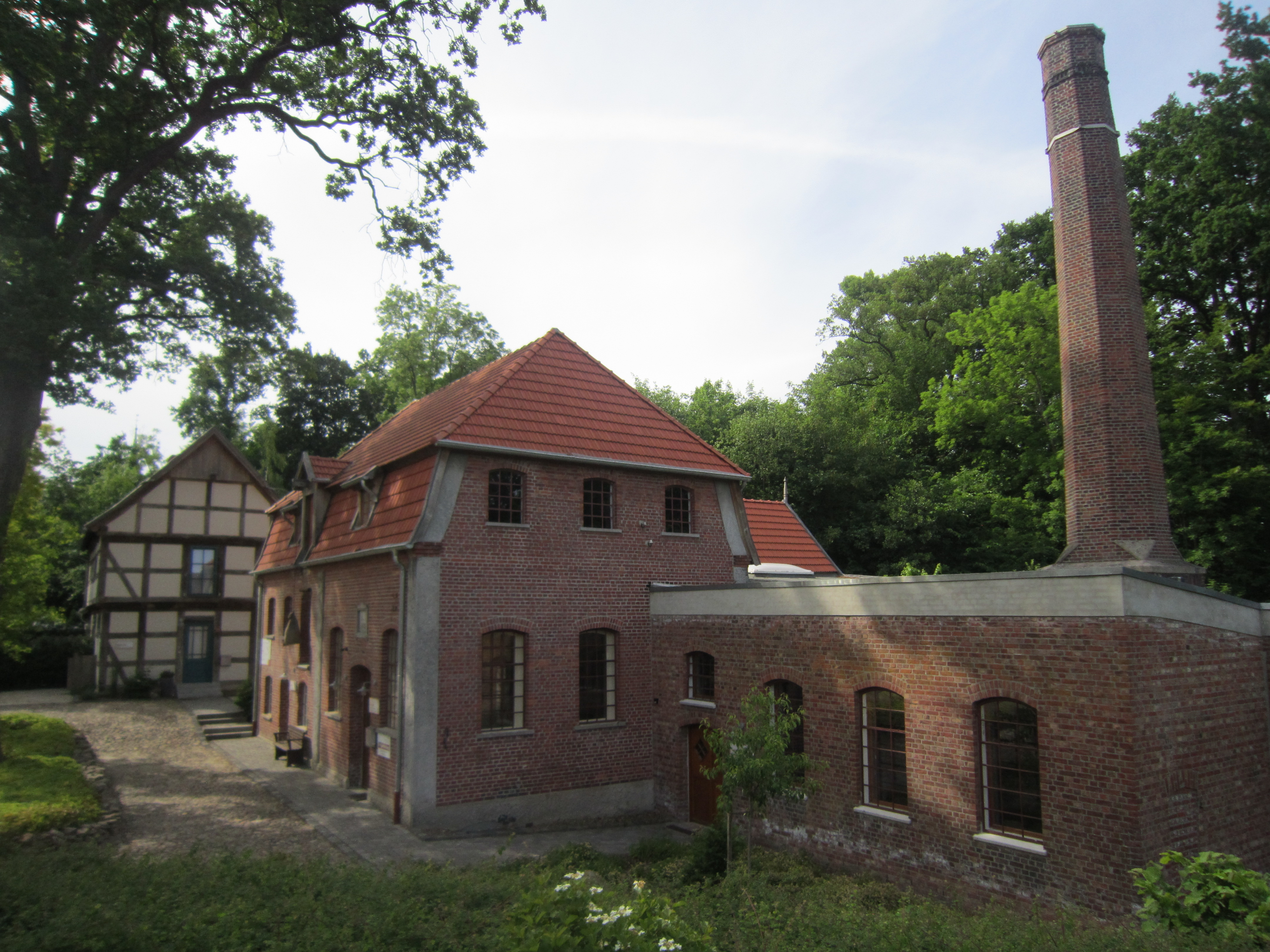
Industriedenkmal Bredemeyers Hof in Goldenstedt (links der Fachwerkspeicher, in der Mitte das Elektrizitätswerk, rechts das Turbinenhaus)

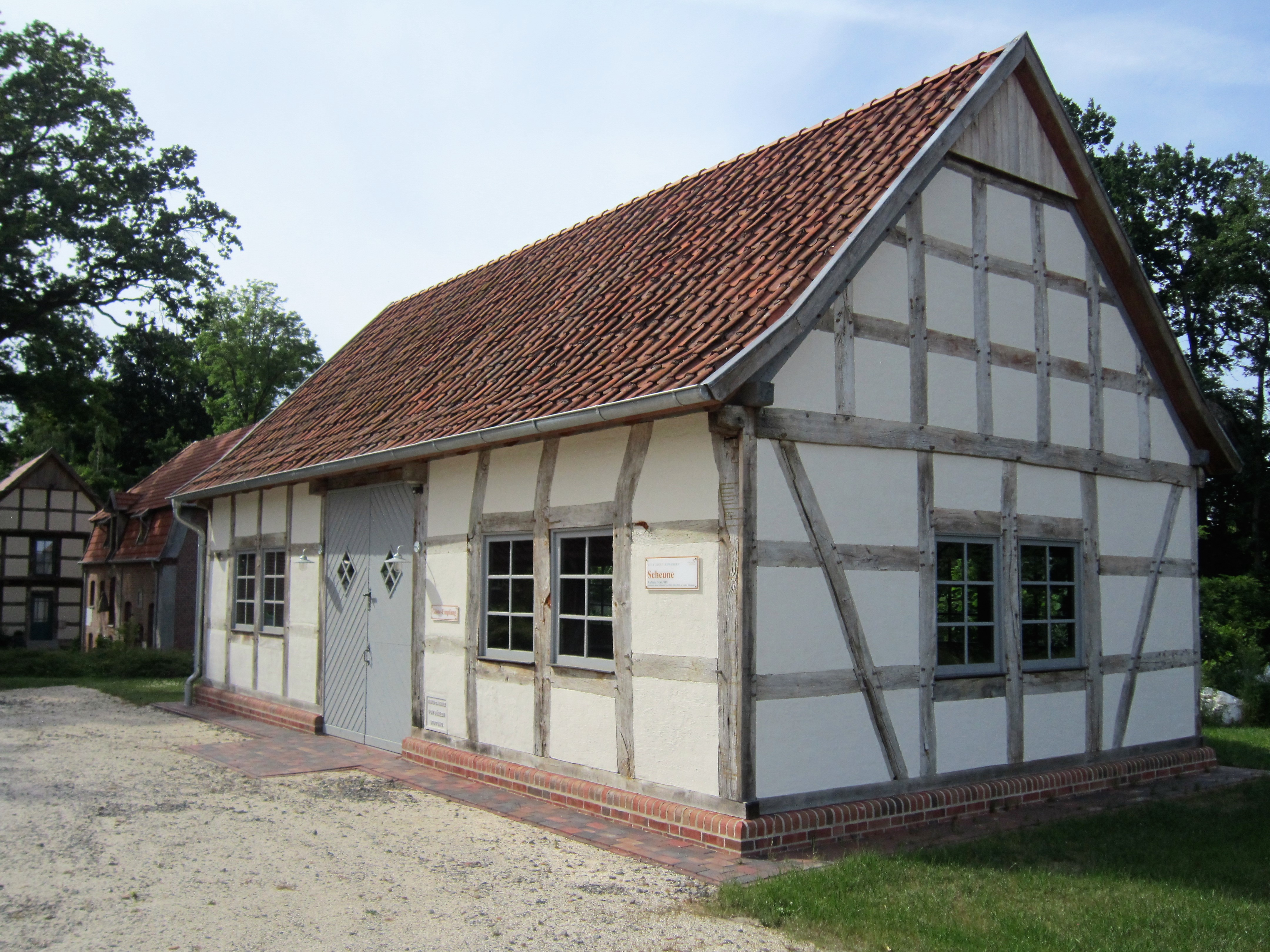
Der Anlage 2018 hinzugefügte Scheune (ursprünglicher Standort: Aschen bei Diepholz)

Bredemeyers Hof ist ein Industriedenkmal in der Nähe des Ortskerns von Goldenstedt im niedersächsischen Landkreis Vechta am Südrand des Naturparks Wildeshauser Geest. Die Anlage wird auch Hof Essemüller genannt. Auf einer Gesamtfläche von 3000 m² befinden sich ein Fachwerkspeicher (1722), ein Kesselhaus mit einem 18 m hohen Schornstein (1881), eine Wagenremise (1887), ein Elektrizitätswerk (1907), eine Getreidemühle mit drei Mahlwerken (1912) sowie ein Turbinenhaus. Früher befand sich auf dem Areal auch ein Sägewerk. 2018 wurde die Anlage um eine Scheune aus dem 18. oder 19. Jahrhundert ergänzt, die ursprünglich in Aschen gestanden hatte und in Goldenstedt wiederaufgebaut wurde.
Der Name Bredemeyer ist seit dem 10. Jahrhundert mit dem Grundstück verbunden. Der zugehörige Hof wurde bis ins 19. Jahrhundert Bredemeyers Hof genannt. Bereits vor dem Dreißigjährigen Krieg wurde auf dem Gelände eine am Goldenstedter Mühlenbach gelegene Wassermühle betrieben, mit der die Hinwendung der Familie zur handwerklich-industriellen Produktion begann.
Im 19. Jahrhundert übernahm die Familie Essemüller das Anwesen. Schon Ende des 19. Jahrhunderts hatte Friedrich Essemüller den Mühlenbetrieb mit der inzwischen auf dem Areal errichteten Sägerei auf Dampfbetrieb umgestellt. Zu Beginn des 20. Jahrhunderts begann Karl Essemüller auf dem Gelände Strom zu erzeugen, der die Mühle und das Sägewerk versorgte. Das zu diesem Zweck gebaute Elektrizitätswerk der Familie belieferte die Gemeinde Goldenstedt noch bis 1956 mit Strom.
Am 23. Dezember 2015 pachtete die Anna-und-Heinz-von-Döllen-Stiftung mit Sitz in Aschen bei Diepholz Bredemeyers Hof von der Familie Essemüller. Durch die Stiftung wurde das Industriedenkmal von Grund auf erneuert und am 8. September 2017 der Öffentlichkeit zugänglich gemacht. Neu errichtet wurde ein Backofen im Freien, was regelmäßig durchgeführte Backtage ermöglicht.
Bredemeyers Hof ist auch ein Standort für öffentliche und private Veranstaltungen. Beispielsweise fanden dort 2018 und 2019 sowie 2022 und 2023 Weihnachtsmärkte statt. Am 27. August 2019 trafen sich auf dem Areal 110 Teilnehmer des Projekts „Zukunft der Dörfer“ der Universität Vechta. Gastgeber war Burghart Schmidt, Präsident der Universität Vechta und Mitglied im Vorstand der Anna-und-Heinz-von-Döllen-Stiftung.